# タインホア市
タインホア市 (ベトナム語：Thành phố Thanh Hóa / 城庯清化  発音) は、ベトナム北中部のタインホア省の省都。面積は57.8㎢、2009年の人口は195,551人。

## 歴史
マー川（馬江）右岸にドンソン文化（紀元前4世紀頃 - 1世紀頃）が栄えた。
明胡戦争（明・大虞戦争）後の第四次北属期（1407年-1427年）末に起こった藍山蜂起（1418年 - 1428年）では、明をベトナムから撤退させた同省ラムソン出身の英雄・黎利を多くのタインホア出身者がサポートした。
黎朝時代には、首都の東京（ドンキン、現在のハノイ）に対し、西都（タイドー）と呼ばれた。

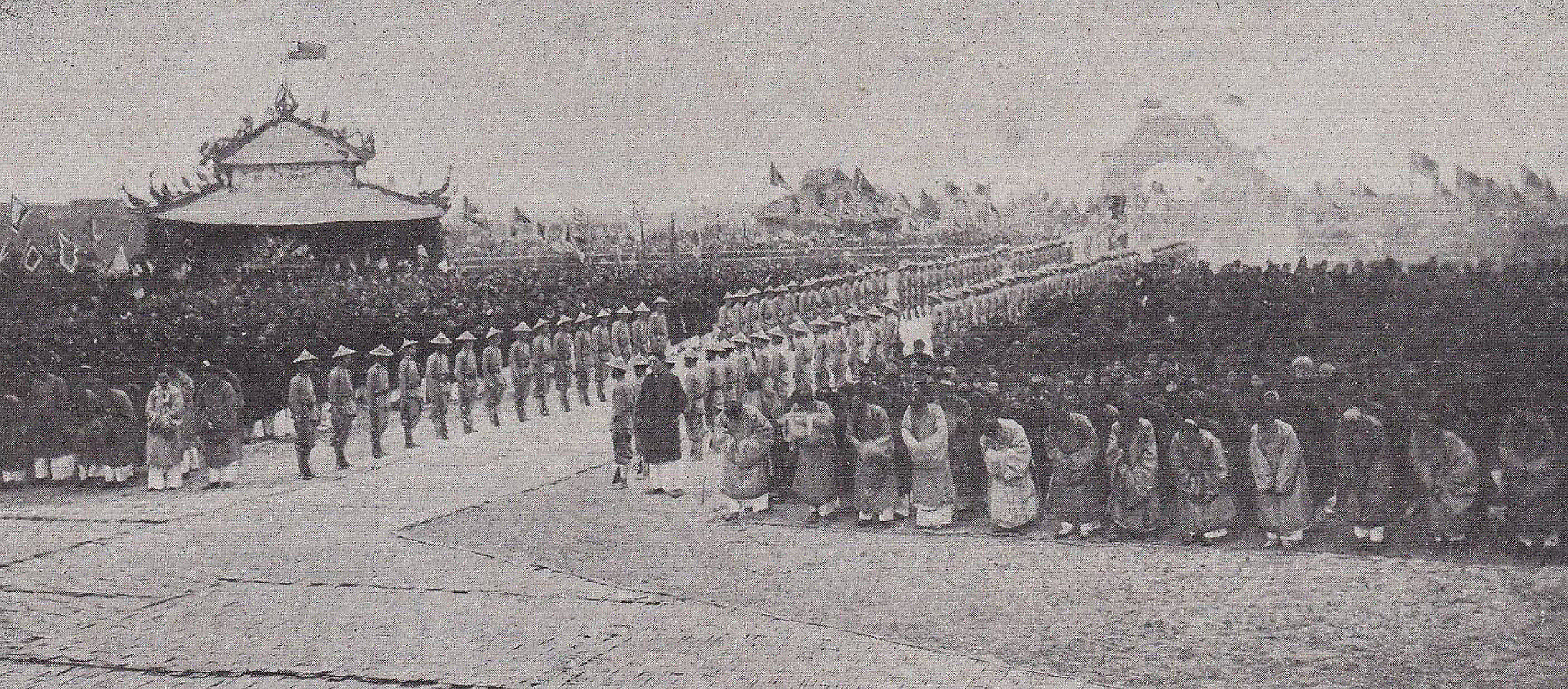
バオダイ陛下は、10月17日（1932年11月4日）にタンホアの王朝の祖先の墓に巡礼しました。

## 行政区画
以下の20坊14社を管轄する。
- アンフン坊（An Hưng / 安興）
- バディン坊（Ba Đình / 巴亭）
- ディエンビエン坊（Điện Biên / 奠邊）
- ドントー坊（Đông Thọ / 東壽）
- ドンクオン坊（Đông Cương / 東岡）
- ドンハイ坊（Đông Hải / 東海）
- ドンフオン坊（Đông Hương / 東香）
- ドンソン坊（Đông Sơn / 東山）
- ドンヴェー坊（Đông Vệ / 東衛）
- ハムロン坊（Hàm Rồng / 咸瀧）
- ランソン坊（Lam Sơn / 藍山）
- ナムガン坊（Nam Ngạn / 南岸）
- ゴクチャオ坊（Ngọc Trạo / 玉棹）
- フーソン坊（Phú Sơn / 富山）
- クアンフン坊（Quảng Hưng / 廣興）
- クアンタイン坊（Quảng Thành / 廣城）
- クアンタン坊（Quảng Thắng / 廣勝）
- タオスエン坊（Tào Xuyên / 曹川）
- タンソン坊（Tân Sơn / 新山）
- チュオンチー坊（Trường Thi / 場試）
- ドンリン社（Đông Lĩnh / 東嶺）
- ドンタン社（Đông Tân / 東新）
- ドンヴィン社（Đông Vinh / 東榮）
- ホアンダイ社（Hoằng Đại / 弘大）
- ホアンクアン社（Hoằng Quang / 弘光）
- ロンアイン社（Long Anh / 隆英）
- クアンカット社（Quảng Cát / 廣吉）
- クアンドン社（Quảng Đông / 廣東）
- クアンフー社（Quảng Phú / 廣富）
- クアンタム社（Quảng Tâm / 廣心）
- クアンティン社（Quảng Thịnh / 廣盛）
- ティエウズオン社（Thiệu Dương / 紹陽）
- ティエウカイン社（Thiệu Khánh / 紹慶）
- ティエウヴァン社（Thiệu Vân / 紹雲）